# Zastava Britanskih Djevičanskih otoka
Zastava Britanskih Djevičanskih otoka usvojena je 15. studenog 1960. Sastoji se od grba Britanskih Djevičanskih otoka na tamno plavoj podlozi i zastave Ujedinjenog Kraljevstva u gornjem lijevom uglu. Na grbu se nalazi sv. Ursula koja drži lampu djevičanskih sljedbenika.